# Most Wołgogradzki
Most Wołgogradzki (ros. Волгоградский мост) – żelbetowy most dźwigarowy nad Wołgą w mieście Wołgograd, w Rosji. Most, który został otwarty 10 października 2009 roku po 13 latach przeciągającej się budowy, jest kluczowym elementem budowanej 30-kilometrowej trasy autostradowej, która w przyszłości obejmie również planowany most nad rzeką Achtuba, oraz siedmiokilometrowy system estakad.

## Stan aktualny
Aktualnie udostępniona przeprawa mostowa jest jedną z dwóch "nitek" drogowych przeprowadzoną nad Wołgą (drugi most jest jeszcze w budowie). Most łączy Kurhan Mamaja po zachodnim brzegu Wołgi z drogą do miasteczka Krasnoslobodsk na mierzei między Wołgą a Achtubą. Z chwilą otwarcia przeprawy, most stał się pierwszą przeprawą drogową nad Wołgą w obwodzie wołgogradzkim, wcześniej jedyną przeprawą zdatną do podróży samochodem była droga przy Wołgogradzkiej Zaporze Wodnej (Zbiornik Wołgogradzki).

## Drgania wzbudzone przez wiatr
W dniu 20 maja 2010 roku władze zdecydowały o zamknięciu mostu dla ruchu samochodowego ze względu na silne rezonansowe drgania a w następstwie falowanie konstrukcji mostowej o amplitudzie około 1 metra spowodowanej silnym wiatrem. Zachowanie konstrukcji mostu pod wpływem parcia wiatru przypominało wydarzenia związane z katastrofą mostu w Tacomie w Stanach Zjednoczonych. Most pozostawał w zamknięciu przez 5 dni, by mógł on być zbadany pod kątem wadliwości konstrukcji.
Obecnie most jest ponownie udostępniony publicznemu użytkowaniu, po zamontowaniu w jego konstrukcji specjalnych półaktywnych dynamicznych tłumików drgań. Układy te zostały opracowane i zainstalowane przez niemiecką firmę Maurer Söhne we współpracy ze Szwajcarskim Federalnym Laboratorium Empa oraz Uniwersytetem Bundeswehry w Monachium. Koncepcja półaktywnych dynamicznych tłumików drgań została zaproponowana oraz zweryfikowana laboratoryjnie w Szwajcarskim Federalnym Laboratorium Empa przez dr. Feliksa Webera (Empa) oraz dr. inż. Marcina Maślankę (WIMIR AGH Kraków). Jesienią 2011 r. 12 takich układów zostało zainstalowanych na moście. Każdy z nich obejmuje masę 5200 kg, układ sprężyn oraz tłumik magnetoreologiczny.

## Inne
Po zakończeniu śledztwa, prowadzonego przez Izbę Obrachunkową Federacji Rosyjskiej, jej prezes Siergiej Stiepaszyn poinformował prezydenta Rosji o szeregu nieprawidłowości związanych z budową, m.in.: nadużywaniu środków budżetowych, przekroczenie kosztów budowy o 1,5 mld rubli, oraz uczestniczenie w projekcie kilkudziesięciu firm na przestrzeni lat, bez odpowiednich zezwoleń.